# Roberto Carlos Cortés
Roberto Carlos Cortés (Medellín, 20 de junio de 1977) es un exfutbolista colombiano. Jugaba de defensa y se retiró en el Tauro F. C. de Panamá. Actualmente es el asistente técnico del Independiente Medellín de la Categoría Primera A de Colombia.

## Selección nacional

### Participaciones enCopas América
| Torneo                 | Sede                   | Resultado              | PJ | GA | Asis |
| ---------------------- | ---------------------- | ---------------------- | -- | -- | ---- |
| Copa América 1999      | Paraguay               | Cuartos de final       | 2  | 0  | 0    |
| Copa América 2001      | Colombia               | Campeón                | 2  | 0  | 0    |
| Total en Copas América | Total en Copas América | Total en Copas América | 4  | 0  | 0    |

### Participaciones en laCopas Oro
| Torneo        | Sede           | Resultado  | PJ | GA | Asis |
| ------------- | -------------- | ---------- | -- | -- | ---- |
| Copa Oro 2000 | Estados Unidos | Subcampeón | 3  | 0  | 0    |

### Participaciones enEliminatorias al Mundial
| Eliminatoria                                | Sede del Mundial       | Posición               | Resultado              | PJ | GA | Asis |
| ------------------------------------------- | ---------------------- | ---------------------- | ---------------------- | -- | -- | ---- |
| Eliminatorias Mundial de Corea y Japón 2002 | Corea del Sur y Japón  | 6°lugar 27pts          | Eliminado              | 3  | 0  | 0    |
| Eliminatorias Mundial de Alemania 2006      | Alemania               | 6°lugar 24pts          | Eliminado              | 1  | 0  | 0    |
| Total en Eliminatorias                      | Total en Eliminatorias | Total en Eliminatorias | Total en Eliminatorias | 4  | 0  | 0    |

## Clubes
| Club                   | País     | Año       |
| ---------------------- | -------- | --------- |
| Once Caldas            | Colombia | 1997      |
| Independiente Medellín | Colombia | 1998-2003 |
| Zacatepec              | México   | 2004      |
| Deportivo Cali         | Colombia | 2004      |
| Libertad               | Paraguay | 2005      |
| Independiente Medellín | Colombia | 2005-2007 |
| Millonarios            | Colombia | 2008      |
| Junior                 | Colombia | 2008-2009 |
| Independiente Medellín | Colombia | 2010-2011 |
| Tauro                  | Panamá   | 2012      |

## Palmarés

### Campeonatos nacionales
| Título              | Club                   | País     | Año  |
| ------------------- | ---------------------- | -------- | ---- |
| Torneo Finalización | Independiente Medellín | Colombia | 2002 |

### Copas internacionales
| Título       | Club               | Sede     | Año  |
| ------------ | ------------------ | -------- | ---- |
| Copa América | Selección Colombia | Colombia | 2001 |